# While My Guitar Gently Weeps
«While My Guitar Gently Weeps» –en español, «Mientras mi guitarra llora suavemente»– es una canción de la banda de rock inglesa The Beatles. Compuesta por George Harrison, guitarrista principal del grupo, fue grabada entre el 5 y 6 de septiembre de 1968 en el EMI Studios de Londres para el álbum The Beatles, del mismo año. La canción sirve como un comentario sobre la desarmonía entre los miembros del grupo tras su regreso de estudiar meditación trascendental en India a principios de 1968. Esta falta de camaradería se vería reflejada en la apatía inicial de la banda hacia la composición, que Harrison compensaría invitando a su amigo y colaborador ocasional Eric Clapton, que hizo un overdubbing de una parte de la guitarra principal en la canción, aunque no fue formalmente acreditado por su contribución.
La canción transmite su consternación por el potencial no realizado del mundo para el amor universal, al que se refiere como el amor que está durmiendo («the love there that's sleeping»).
La primera grabación de la canción fue únicamente interpretada por Harrison con una guitarra acústica y un armonio. Esta versión apareció en el álbum recopilatorio de 1996 Anthology 3 y, con la adición de un arreglo de cuerdas de George Martin, en el álbum Love, de 2006. La grabación de todo la banda fue finalmente realizada en septiembre de 1968. Para ese entonces, el arreglo folk original del tema fue reemplazado por un estilo de producción más pesado y rockero. La grabación fue una de las varias colaboraciones entre Harrison y Clapton durante finales de los 60. Con posterioridad ambos escribieron conjuntamente la canción «Badge», para el grupo Cream, de Clapton.
La canción ocupa la posición 135 en la Lista de Rolling Stone de las 500 mejores canciones de todos los tiempos y el puesto número 42 en la lista de los 100 mejores solos de guitarra.

## Composición y grabación
Según Harrison, la inspiración le vino de la lectura del libro I Ching, que como él expresó: «Me pareció estar basado en el concepto oriental de que todo está relacionado entre sí, a diferencia de la opinión occidental de que todo es una mera coincidencia».
Llevando esta idea de relativismo a la casa de sus padres en el norte de Inglaterra, Harrison decidió escribir una canción con las primeras palabras que viera al abrir un libro al azar. Estas palabras fueron "Gently weeps", e inmediatamente comenzó a escribir la canción.
La canción pasó por varias -algunas sustanciosas- modificaciones hasta llegar a su versión final. Un ejemplo es la letra; una versión grabada en la casa de George incluía esta estrofa, que no se usó:
I look at the trouble and see that it's raging,
While my guitar gently weeps.
As I'm sitting here, doing nothing but aging,
Still, my guitar gently weeps.
Otra versión, acústica, lanzada en los álbumes Love y Anthology 3, incluye este como última estrofa:
I look from the wings at the play you are staging,
While my guitar gently weeps.
As I'm sitting here, doing nothing but aging,
Still, my guitar gently weeps.

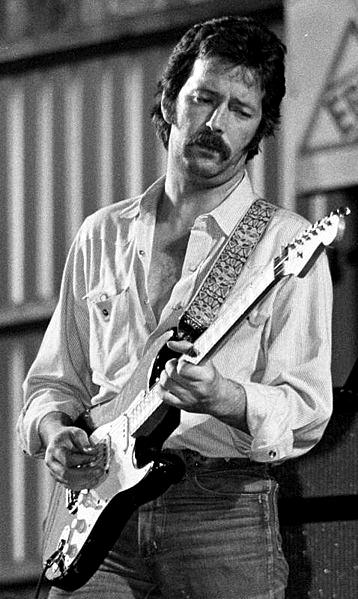
Eric Clapton interpreta la primera guitarra (lead guitar) en la canción.

La composición interesó poco a los otros tres Beatles. La banda la grabó en varias ocasiones, primero la ya mencionada versión acústica y luego una con sonidos más eléctricos, que incluía un solo de guitarra de Harrison, pero no parecía funcionar. 
La banda grabó la canción varias veces. Las sesiones se iniciaron el 16 de agosto y el 3 y 5 de septiembre incluye una versión con un solo de guitarra al revés (como Harrison había hecho por " I 'm Only Sleeping "de Revolver ), pero Harrison no quedó satisfecho. El 6 de septiembre de 1968, durante un viaje desde Surrey a Londres, Harrison pidió a su amigo Eric Clapton que grabara con ellos y ejecutara el solo de guitarra 
Clapton se resistió al inicio, diciéndo: "Nadie toca jamás en el registro de Los Beatles", pero Harrison lo convenció y al final, Eric aceptó. Harrison dijo más tarde que, además de su solo, la presencia de Clapton tenía otro efecto sobre la banda: "Los hizo esforzarse más, sacar lo mejor de sí.".
Clapton quería un sonido netamente "Beatle", por lo que su parte de guitarra se ejecutó a través de un circuito ADT, -que genera artificialmente una segunda pista, para doblar el instrumento- con el ingeniero Chris Thomas, que movía manualmente el oscilador. Esto se hizo porque Eric no quería un sonido Clapton. 
Esta es una de las tres canciones en el álbum blanco en que Paul McCartney experimentó con el Fender Jazz Bass (los otros son " Glass Onion "y" Yer Blues ") en lugar de sus bajos Hofner y Rickenbacker. 
Una creencia popular y supuesta "pista" de la leyenda urbana Paul está muerto es que durante el solo de Harrison, se escucha la voz de Harrison diciendo una frase que suena como "Oh Paul, Oh Paul".

## Créditos y personal
De acuerdo a Ian MacDonald, Walter Everett y John Winn:
- George Harrison – voz duplicada, coros, guitarra acústica (Gibson J-200), órgano (Hammond RT-3)
- John Lennon – guitarra eléctrica de 12 cuerdas (Guild Starfire XII)
- Paul McCartney – armonía vocal, piano (Hamburg Steinway Baby Grand), bajo (Jazz Bass)
- Ringo Starr – batería (Ludwig Hollywood Maple), pandereta, castañuelas
- Eric Clapton – guitarra líder (Gibson Les Paul "Lucy")

## Concert For George
El 29 de noviembre de 2002, Paul McCartney, Ringo Starr, Dhani Harrison, Jeff Lynne y Eric Clapton interpretaron "While My Guitar Gently Weeps" en el Concert for George en memoria de Harrison, que murió después de una larga batalla contra el Cáncer de pulmón. En esta versión, Clapton interpreta su solo y además, un segundo en memoria de su buen amigo mientras Ringo toca la batería y McCartney vuelve a tocar el piano y a hacer los coros como lo hicieran en la versión original.

## Versión de Toto
La versión de Toto, grabada en el año 2002, fue dedicada a George Harrison, autor de la canción, por el guitarrista de la banda, Steve Lukather.
También fue tocada en vivo durante la gira mundial del Through the Looking Glass y cantada por Steve Lukather.

### Lista de canciones
1. "While My Guitar Gently Weeps" (Edit) - 3:52
2. "While My Guitar Gently Weeps" - 5:15

## Otras Versiones
La canción ha sido interpretada por numerosos artistas, entre ellos:
- Vinnie Moore, en su álbum Time Odyssey, hizo una versión instrumental.
- Peter Frampton, en el álbum Now.
- Phish, en varios conciertos, inicialmente en el que ofreció en Glen Falls Civic Center (Glen Falls, NY) el 31 de octubre de 1994.
- Rick Wakeman, en el álbum Tribute, una colección de covers de The Beatles (1997)
- Spineshank en su álbum de 1998, Strictly Diesel.
- Martin Luther McCoy en la película y en su banda sonora Across the Universe (2007).
- Tom Petty, Prince, Dhani Harrison y otros artistas, versionaron esta canción cuando George Harrison fue incluido en el Salón de la Fama del Rock en 2004.
- Pedro Aznar incluye una versión de esta canción en su álbum A solas con el mundo (2010).
- Carlos Santana junto con India.Arie y Yo-Yo Ma en su álbum Guitar Heaven: The Greatest Guitar Classics Of All Time.
- Holy Piby la interpreta para el "Album Verde", un tributo Reggae a los Beatles.
- Regina Spektor la interpreta en los créditos finales de Kubo and the Two Strings, la película de animación de  Laika .
- Jeff Healey, en su álbum Hell to Pay, año de lanzamiento 1990. Rock.
- Gary Clark Jr, Dave Grohl, Joe Walsh la interpretaron en el tributo a The Beatles, The Night That Changed America: A Grammy Salute to The Beatles en febrero del 2014
- Musica Nuda, dueto de Petra Magoni y Ferruccio Spinetti, en el álbum Musica nuda 55/21, 2008.